# Czaik wiosenny

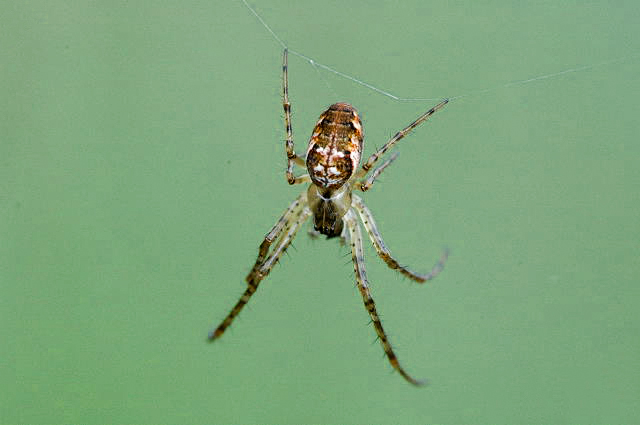
Samica w sieci

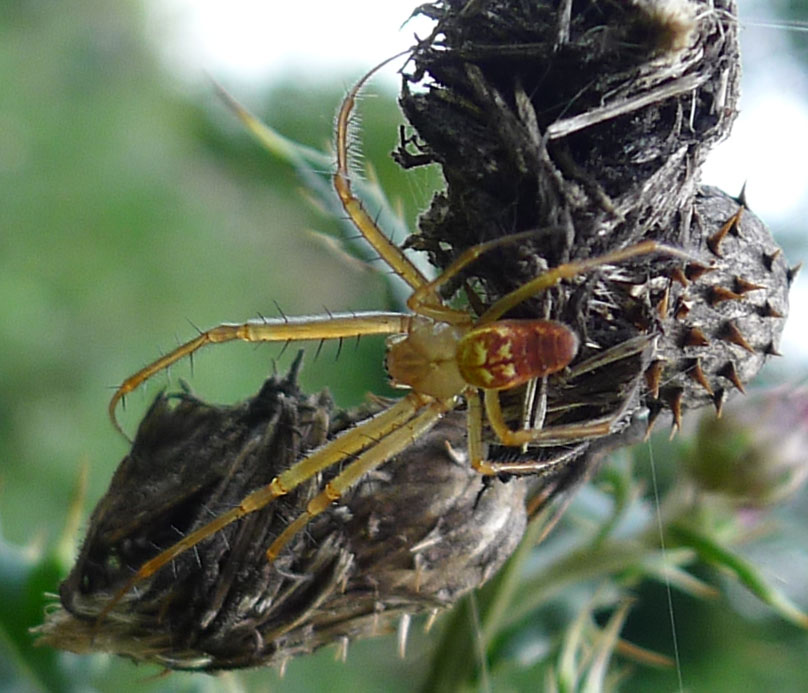
Dojrzały samiec

Czaik wiosenny (Metellina mengei) – gatunek pająka z rodziny kwadratnikowatych.

## Taksonomia
Gatunek ten został po raz pierwszy opisany w 1869 roku przez Johna Blackwalla jako Epeira mengii. Cornelius Chyzer i Władysław Kulczyński sklasyfikowali go w 1891 roku jako podgatunek czaika jesiennego, wówczas umieszczanego w rodzaju Meta. Do rangi osobnego gatunku w tymże rodzaju wyniósł go z powrotem Pater Chrysanthus w 1953 roku. W rodzaju Metellina umieszczony został w 1980 roku przez Herberta Waltera Leviego.

## Opis
Samce osiągają od 3,5 do 5,5 mm długości ciała, zaś długość karapaksu u 43 zmierzonych okazów wynosiła od 1,65 do 2,59 mm, a szerokość od 1,25 do 1,95 mm. Samice osiągają od 3,5 do 7 mm długości ciała, zaś długość karapaksu u 51 zmierzonych wynosiła od 1,55 do 2,56 mm, a szerokość od 1,22 do 1,93 mm. Ubarwienie karapaksu jest żółtawe, żółtawobrązowe lub jasnoszare z czarnym lub prawie czarnym Y-kształtnym znakiem środkowym i czarnymi lub czarniawymi brzegami. Szczękoczułki są żółtawe lub żółtawobrązowe z ciemnorudobrązowymi pazurami jadowymi. Ciemnobrązowe do czarnobrązowego sternum jest zaopatrzone w czarne szczecinki i między biodrami czwartej pary odnóży spiczasto zakończone. Odnóża są żółtawe ze słabo zaznaczonymi obrączkami i kropkami. Na bokach i wierzchu nadstopiów pierwszej ich pary występuje kilka trichobotrii, a na ich spodzie są one liczne i długie. Opistosoma ma jasny, zwykle żółtawozielony wierzch z wzorem barwy rudej, brązowej lub czarnej, obejmującym poprzeczne linie. Spód opistosomy jest ciemnobrązowy z jaśniejszą pośrodku i biało obrzeżoną przepaską środkową, dwoma parami białawych kropek i jasnobrązowo-białym siateczkowaniem po bokach.
Samiec ma jasnożółtawobrązowe nogogłaszczki z ciemniejszymi cymbium i paracymbium. Odnoga tego ostatniego ma smukły płat. Ponadto aparat kopulacyjny cechuje się półprzezroczystym, równomiernie zwężonym ku szczytowi konduktorem, stosunkowo długim embolusem sięgającym nieco za konduktor i cienkimi przewodami nasiennymi wewnątrz trójpłatowej apofizy embolicznej. Płytka płciowa samicy cechuje się szeroką, rozszerzoną ku przodowi przegrodą środkową, płytkim przedsionkiem i podługowatymi częściami bocznymi. W wulwie znajdują się dwie pary zbiorników nasiennych.

## Biologia i występowanie
Pająk znany z prawie całej Europy, w tym z Polski. Dalej na wschód sięga przez Kaukaz i azjatycką Rosję po Iran i Ałtaj. Zasiedla skraje lasów, wilgotne lasy liściaste, młodniki jodłowe, sady, ogrody i łąki. Przebywa na drzewach, krzewach i konstrukcjach ludzkich, gdzie buduje koliste sieci łowne o otwartych pępkach, umieszczone na wysokości od okolic gruntu do 2 m. Wraz z czaikiem jesiennym określany jest jako prawdopodobnie najpospolitszy i najliczniej występujący pająk przędący koliste sieci łowne w północnej części Europy. 
Spotkać go można przez cały rok. Cykl życiowy na większości zasięgu jest dwuletni. Osobniki dorosłe aktywne są głównie wiosną i wczesnym latem, kiedy to przypada ich sezon rozrodczy. Zimują dwukrotnie: jako formy juwenilne i dorosłe.
W sezonie rozrodczym samce, pojedynczo lub w grupach, czekają na krawędzi sieci samicy na pojawienie się odpowiednio dużej zdobyczy. Gdy samica wgryzie się szczękoczułkami w ofiarę, samiec zbliża się do niej najpierw macając, a potem bębniąc w sieć. Gdy samica ucieka, samiec owija zdobycz nicią, a następnie przędzie specjalną, połączoną z nią nić godową. Zachowanie to może się kilkukrotnie powtarzać, aż samica powtórnie zbliży się do zdobyczy i samca. Wówczas następuje trwająca 1–2 minuty kopulacja. Kokon jajowy jest mniej więcej kulisty, umieszczony w pobliżu sieci, np. na roślinie lub korze. Zaniepokojone czaiki siedzące na roślinach wyciągają dwie początkowe pary odnóży w przód, a dwie końcowe w tył, co, zwłaszcza w przypadku smukłych samców stanowi kamuflaż ochronny.